# Martiens, Go Home!
 (décembre 2023).
Si vous disposez d'ouvrages ou d'articles de référence ou si vous connaissez des sites web de qualité traitant du thème abordé ici, merci de compléter l'article en donnant les références utiles à sa vérifiabilité et en les liant à la section « Notes et références ».
Martiens, Go Home! (titre original : Martians, Go Home) de l'auteur américain Fredric Brown est un roman de science-fiction publié en 1955 dans la revue Astounding, puis chez EP Dutton en 1955, et en France en 1957. Ce roman est une parodie de roman de science-fiction, écrite dans un style humoristique. Il est à rapprocher des événements de l'époque aux États-Unis (les petits hommes verts et rencontre de Kelly-Hopkinsville).
Il se divise en cinq parties : Prologue - Arrivée des Martiens - Séjour des Martiens - Départ des Martiens - Épilogue.

## Résumé
L'histoire commence le 26 mars 1964. Luke Devereaux, 37 ans, est un écrivain. Il s'est retrouvé dans une cabane en plein désert californien pour y trouver un sujet de roman. Alors qu'il pense tenir une idée de sujet sur les Martiens, quelqu'un frappe à la porte : c'est un petit homme vert. Pendant la discussion, le Martien se révèle très peu courtois, mais doué de capacités exceptionnelles : il peut se dématérialiser à volonté et voit à travers les surfaces opaques. Luke Devereaux quitte sa cabane en voiture et se rend bientôt compte qu'il n'était pas la proie d'une hallucination : un milliard de Martiens ont débarqué sur Terre.

## L'œuvre

### La structure du récit
Le récit se compose de :
- "Prologue" qui met en place la situation initiale.
- "Arrivée des Martiens" qui débute avec la scène dans une cabane en plein désert entre Luke et le Martien, avant de décrire leur arrivée vécue par chacun.
- "Séjour des Martiens" en une succession de tentatives de comprendre, de s'accommoder, ou d'y remédier.
- "Départ des Martiens" qui se termine dans la cabane, entre Luke et Margie, après une suite d'explications « plausibles », qui viennent semer le doute sur la raison du départ des Martiens.
- "Épilogue" racontant ce qu'a changé la venue des Martiens.
- "Post-Scriptum de l'auteur" où il insiste sur le rôle secondaire de la « vérité » sur ses Martiens, renvoyant plus vers l'invention que vers l'imagination.

L'arrivée et le départ se caractérisent par leur brutalité et l'absence d'explication. Entre les deux, se succèdent des scènes suscitées par la présence des Martiens, qui sont prétexte à quelques peintures féroces des défauts de notre société (mercantilisme, militarisme, hypocrisie, etc.).

### Le style du récit
Le récit est humoristique. C'est en soi une originalité, que le refus de l'auteur de se prendre au sérieux, mettant à profit toutes les situations les plus folles que permet ce type d'écriture. Il emploie dans l'arrivée et le départ un style d'investigation, précis, replaçant les événements avec des lieux, des dates, des heures. D'un autre côté, du début à la fin, il manie le gag, la surprise et la dérision, prenant la posture du sérieux pour mieux s'en démarquer.

## Thèmes

### Les Martiens
Fredric Brown caricature une image populaire à son époque « petits hommes verts » : ses Martiens sont de petits hommes verts et mesurent de soixante-quinze centimètres à un mètre, au torse court, de longs membres effilés, la tête plus sphérique qu'une tête humaine, chauves et imberbes. Les traits de constitution normale, mais « bouche et nez avaient deux fois la taille de leurs équivalents humains ; par contre, les yeux vifs étaient minuscules, et très rapprochés, et les oreilles, petites également, étaient privées de lobes ». Ils ont six doigts aux mains, portent « culottes collantes et blouse lâche » et des chaussures vert sombre.
Les Martiens de Fredric Brown sont présentés par le premier Martien. Ils ne portent pas de noms et comme ils ne comprennent pas cette coutume terrienne, ils appellent tous les hommes « Toto » et toutes les femmes « Chouquette ». Pour se déplacer, les Martiens n'ont besoin ni d'astronef, ni de portail de téléportation : ils « couiment », c'est-à-dire qu'ils se projettent mentalement dans un autre endroit. Depuis Mars, ils captent depuis longtemps tous les programmes radio de la Terre. Leur langage est très complexe et ils considèrent les Terriens comme une race inférieure. Ils s'intéressent beaucoup aux habitudes d'accouplement des Terriens, habitudes qui leur répugnent.
Leur action se limite aux sens de la vue et de l'ouïe humaine, gênant la vue, s'imposant au regard, criant sans cesse, et ménageant en permanence la surprise. Les seuls recours qui s'offrent aux hommes apparaissent vite comme l'obscurité, les boules Quiès et la maîtrise de soi, que l'auteur décrit, par une suite d'exemples, comme impossible par la conscience seule des individus.
Ils harcèlent les Terriens, ce qui explique le titre, les exaspèrent avec leurs moqueries, leurs mauvais tours, sarcastiques, sans compassion, et ne permettant pas le mensonge.
Le registre de l'envahisseur néfaste à l'humanité est décliné sur le plan psychologique, servi par un récit humoristique qui refuse de se prendre au sérieux, rompant avec la science-fiction spéculative.

### La conquête spatiale
Elle est tournée en dérision par les inventions et les spéculations grotesques sous-entendues dès le début, face aux limites du savoir que se plaît à souligner le Martien ; par la description improbable des Martiens, ridicule mais proche de l'image qu'on en donne à l'époque ; par leur mode de nuisance, leur existence immatérielle, omniprésente, et originale ; par les sujets de société traités, puis vers la fin, par la décision de l'humanité d'y renoncer afin d'obtenir la paix.

### La société
Par la succession d'exemples qui explique pourquoi ces Martiens sont indésirables, et l'impuissance des hommes face à ce péril immatériel, Fredric Brown brosse le portrait de la société de son époque.

#### La société américaine
Le récit, s'il dépasse les continents, se concentre sur la société américaine. Quelques brèves incartades et références culturelles à d'autres sociétés sont là pour montrer l'aspect planétaire de la calamité que représentent les Martiens, cependant l'auteur ne s'y attarde pas. Pourtant les États-Unis sont replacés comme une grande nation, et restent subordonnés, à l'ensemble des nations représentées par l'ONU. Ainsi lorsque la coopération internationale est évoquée, ce sont d'autres nations qui ont le rôle de la coordination.

#### L'alcool
Présent du début à la fin du roman, l'alcool accompagne le narrateur comme un fil conducteur, servant à décrire son état psychologique, renvoyant à sa perception de la réalité hésitante. Il semble s'insérer dans la culture, on le retrouve des bars jusqu'aux bancs des plus démunis. Si les aspects d'accoutumance sont délaissés au profit des effets immédiats, il est tour à tour récompense, réconfort, générateur de plaisir, d'oubli, ou de folie.

#### La guerre
Elle est rendue inutile sans le mensonge, puis dans les faits, mais aussi par la raison. D'abord incapable d'exercer une quelconque menace, par ses chefs de guerre privés de secret et de mensonge, l'armée s'avère pourvoyeuse d'emploi, avant de devenir une charge inacceptable. Vers la fin du roman, l'humanité s'unit pour l'abolir.

#### Le crime, la justice
C'est avec la conception du travail, empreinte de l'idéologie régnante, l'autre conviction du récit, qui sollicite l'acceptation naturelle du lecteur, l'évidence qui pourtant est soulignée. Les criminels sont mis en scène comme dans un cartoon, où le contrevenant est toujours puni, comme un destin implacable, au point susciter la pitié et la compassion, particulièrement vers la fin du roman, où la tentation se charge des fautes de l'individu faible.

#### L'amour
Ces thèmes sont traités successivement du point de vue social, par le regard des Martiens, et individuel par le regard des amants. Le Martien dès l'entrée du roman sait déclencher la jalousie et le dépit de Luke, nous apprenant en même temps que les Martiens ne mentent pas, qu'ils s'appuient sur les faiblesses de l'homme (ou de la femme). Le récit nous conduit vers la reconquête de la vie amoureuse de Luke, qui culmine à la fin du roman. Il ne retrouve l'amour et le bonheur qu'avec l'insouciance des Martiens, ces petits hommes verts, laids et insupportables. Du point de vue de Luke, ces deux thèmes se croisent, se font allusion, mais s'opposent. Comme si le bonheur ne pouvait se concevoir avec le regard de convoitise, de dégoût, de rejet, et d'interposition des Martiens. Comme si le bonheur ne pouvait naître que de l'individualisation des sentiments personnels, débarrassés des interventions extérieures dérangeantes. Une scène de lune de miel vient justement s'intercaler pour montrer combien l'intervention extérieure des Martiens sème le trouble et vient brider le plaisir des amants. Plus loin, l'ensemble des couples est décrit comme s'accommodant de frustrations d'ordre social que représentent les Martiens.

### Le pouvoir
Le pouvoir est traité du point de vue de la menace militaire, et des dirigeants politiques. Le thème du mensonge leur est étroitement lié. Les limites de ces pouvoirs sont traitées, les Martiens rendant leur exercice dérisoire.

#### Militaire
La scène qui se passe entre un général et un Martien dans un bunker secret, vers le début du roman, met en évidence la fureur du stratège, et son impuissance, privé de secret.

#### Politique
Tout au long du roman, est fait état des réactions des dirigeants politiques face au fléau, en parallèle avec les crises économiques qui en sont la conséquence. Leurs actions pour soulager l'économie et les citoyens servent à montrer leur incapacité à y remédier. Vers la fin du roman, la tentative la plus désespérée, incarnée par la personnalité la plus représentative, porteuse de tous les espoirs, est vouée à un échec cinglant, entretenant le ridicule accolé aux actes humains les plus solennels, au moins en apparence.

#### La guerre idéologique
- Période de la guerre froide (décrire, lier articles)
- description communiste
- description société capitaliste/libérale

### Le mensonge
Le mensonge est dénoncé comme un outil de pouvoir, et du crime.

## Éditions françaises
Martiens, Go Home ! de Fredric Brown, traduit de l'américain par Alain Dorémieux, a connu différentes éditions françaises :
- Denoël, coll. « Présence du futur » no 17, 1957  (ISBN 2-207-30017-X) (rééditions en 1985, 1994, 1997) ;
- Éditions Rencontre, coll. « Chefs-d'œuvre de la science-fiction », 1970 ;
- Éditions Culture, art, loisirs (CAL), coll. « Les chefs-d'œuvre de la science-fiction et du fantastique », 1974 ;
- Gallimard, coll. « Folio SF », no 6, 2000  (ISBN 2-07-041562-7).

## Citations
« Salut, Toto ! C'est bien la Terre, ici ? »

« Même si je ne suis pas très intelligent, je suis fou et je ne comprends rien, merci. »

## Classique de la science-fiction
Ce roman est considéré comme un grand classique de la science-fiction dans les ouvrages de référence suivants :
- Annick Beguin, Les 100 principaux titres de la science-fiction, Cosmos 2000, 1981 ;
- Cité dans La Bibliothèque idéale de la SF (1988) ;
- Enquête du Fanzine Carnage mondain auprès de ses lecteurs, 1989 ;
- Lorris Murail, Les Maîtres de la science-fiction, Bordas, coll. « Compacts », 1993 ;
- Stan Barets, Le science-fictionnaire, Denoël, coll. « Présence du futur », 1994.

## Adaptation au cinéma
Le roman a été adapté au cinéma en 1990 sous le titre Martians Go Home.